# 黑澤爾瓦利 (阿肯色州)
黑澤爾瓦利（英語：Hazel Valley）是位於美國阿肯色州華盛頓縣的一個非建制地區。該地的面積和人口皆未知。

## 地理
黑澤爾瓦利的座標為35°51′40″N 93°59′33″W / 35.86111°N 93.99250°W，而該地的平均海拔高度為476米（即1562英尺）。